# Ding Mingjing
Ding Mingjing és un esportista xinès que va competir en judo, guanyador d'una medalla de bronze als Jocs Asiàtics de 1986 en la categoria oberta.

## Palmarès internacional
| Jocs Asiàtics | Jocs Asiàtics         | Jocs Asiàtics | Jocs Asiàtics |
| Any           | Lloc                  | Medalla       | Categoria     |
| ------------- | --------------------- | ------------- | ------------- |
| 1986          | Seül ( Corea del Sud) | 3             | Oberta        |